# Himmelhartha
Himmelhartha ist ein Ortsteil der Stadt Lunzenau im sächsischen Landkreis Mittelsachsen. Vor der Eingemeindung am 1. April 1996 war der Ort die kleinste Gemeinde Sachsens.

## Geographie

### Geographische Lage und Verkehr
Himmelhartha befindet sich im Norden der Stadt Lunzenau in einem Seitental westlich der
Zwickauer Mulde. Durch den Ort führt die Trasse der Bahnstrecke Neukieritzsch–Chemnitz. Über den westlichen Nachbarort Obergräfenhain werden die Bundesstraße 175 und die Bundesautobahn 72 (Anschlussstelle Rochlitz) erreicht.

### Nachbarorte
|                         | Corba                                       |        |
| Obergräfenhain          | Kompassrose, die auf Nachbargemeinden zeigt | Göhren |
| Elsdorf (Niederelsdorf) | Schlaisdorf (Kleinschlaisdorf)              |        |

## Geschichte

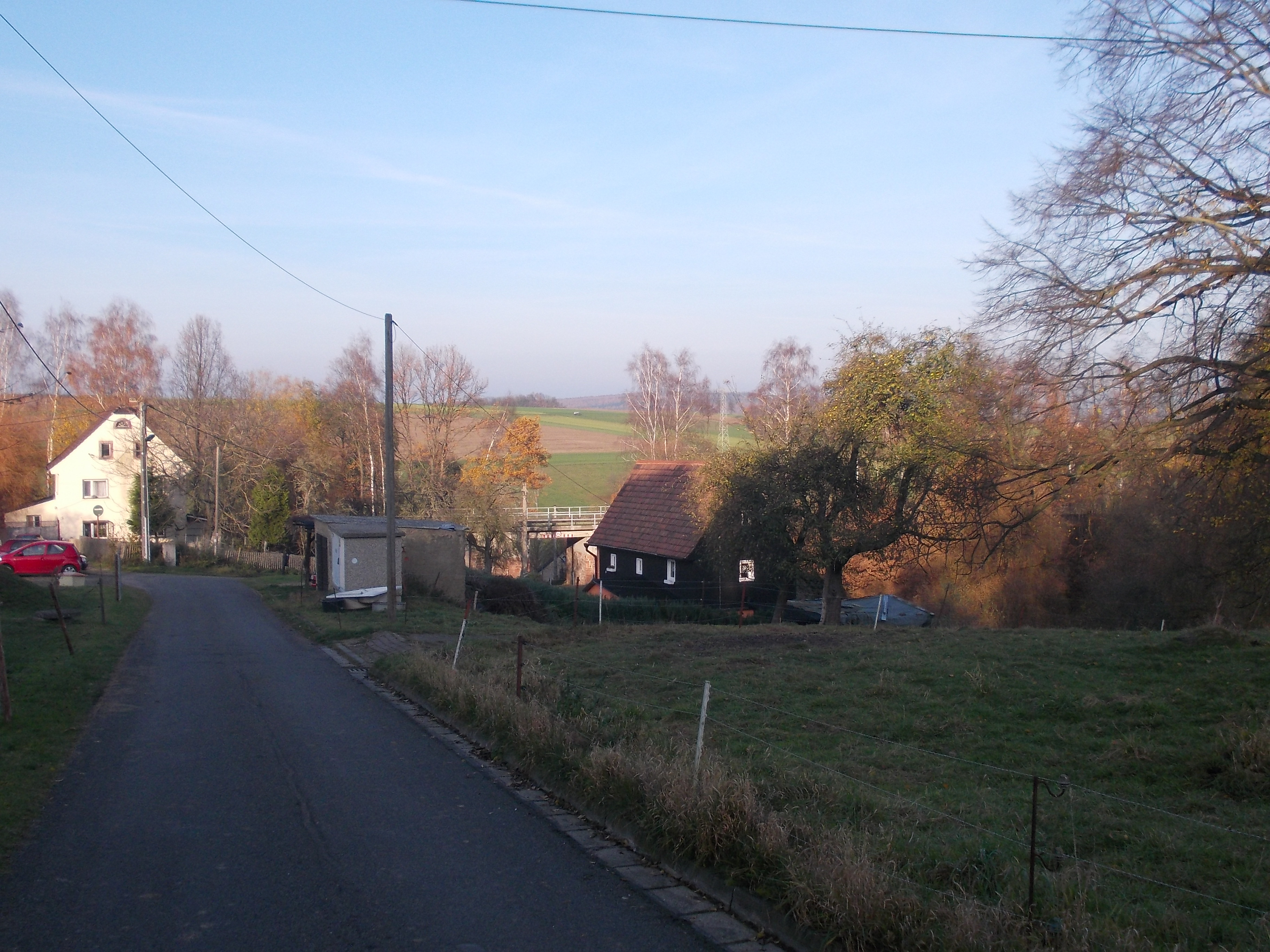
Corbaer Straße

Das Platzdorf Himmelhartha wurde vermutlich um 1150 angelegt. Erstmals erwähnt wird der Ort 1324 als Synnenhart („Sonnenhart“), als Albrecht IV. von Altenburg und sein Schwiegersohn Otto von Leisnig mit den Dörfern Synnenhart (Himmelhartha), Göhren, Schlaisdorf und Gütern in Wernsdorf aus wettinischem Besitz belehnt wurden. Der Ort gehörte fortan zur Herrschaft Rochsburg, bei welcher er auch nach einer familiären Erbteilung zwischen den Brüdern Otto II. und Albrecht VIII. von Leisnig im Jahr 1436 verlieb. Die Herrschaft Rochsburg kam im Jahr 1448 durch Verkauf an Heinrich, Herrn zu Gera. Anschließend kam sie unter die Verwaltung wettinischer Vögte, bis sie im Jahr 1503 gegen die Herrschaft Kriebstein an die Familie von Ende getauscht wurde. Durch den 1548 erfolgten Verkauf an die Herren von Schönburg wurde die Herrschaft Rochsburg eine Schönburgische Landesherrschaft unter wettinischer Oberhoheit. Das 1551 als Hartt bezeichnete Himmelhartha gehörte nun als Amtsdorf zur schönburgischen Herrschaft Rochsburg. Seit 1580 ist für den Ort die Bezeichnung Hartha üblich, seit 1696 ist die Namensform Himmelhartha bezeugt. Ab 1764 unterstand Himmelhartha als Amtsdorf der Herrschaft Wechselburg, welche wie die Herrschaft Rochsburg eine schönburgische Landesherrschaft unter wettinischer Oberhoheit war. Kirchlich ist Himmelhartha seit jeher nach Obergräfenhain gepfarrt.
Im Rahmen der administrativen Neugliederung des Königreichs Sachsen wurde Himmelhartha als Teil der schönburgischen Lehnsherrschaft Wechselburg im Jahr 1835 der Verwaltung des königlich-sächsischen Amts Rochlitz unterstellt. Im Jahr 1856 kam die Gemeinde Himmelhartha zum Gerichtsamt Rochlitz und 1875 an die neu gegründete Amtshauptmannschaft Rochlitz. Am 8. April 1872 wurde der Betrieb auf der Bahnstrecke Neukieritzsch–Chemnitz aufgenommen. Sie führt durch Himmelhartha ohne Halt.
Durch die zweite Kreisreform in der DDR im Jahr 1952 wurde die Gemeinde Himmelhartha dem Kreis Rochlitz im Bezirk Chemnitz (1953 in Bezirk Karl-Marx-Stadt umbenannt) angegliedert, der 1990 als sächsischer Landkreis Rochlitz fortgeführt wurde und 1994 im Landkreis Mittweida bzw. 2008 im Landkreis Mittelsachsen aufging. Am 1. April 1996 wurde Himmelhartha nach Lunzenau eingemeindet.

## Sehenswürdigkeiten
Der Ort wird geprägt durch Vierseithöfe und Fachwerkbauten.